# 常陸府中藩
常陸府中藩（ひたちふちゅうはん）は、常陸国（現在の茨城県石岡市）に存在した藩。別名は石岡藩（いしおかはん）、長沼藩（ながぬまはん）。藩庁は府中陣屋。

## 藩史
1602年（慶長7年）、出羽国の豪族であった六郷政乗は、関ヶ原の戦いで東軍に与して武功を挙げたため、常陸国府中に1万石を与えられて府中藩を立藩した。1623年（元和9年）、政乗は出羽本荘藩へ移され、その後に皆川広照が入る。広照は松平忠輝の後見人を務めていたことで有名であるが、広照は忠輝の家臣・花井吉成と対立し、さらに忠輝の不行状による責任なども取らされて、浪人となっていた。しかし幕府からやがて赦免され、再び所領を1万石与えられたのである。広照の後は、その子皆川隆庸が自分がすでに領していた5000石と父の遺領を併せて1万5000石を領する。ただし、弟の皆川宗富に1070石を分与したため、1万3930石を領することとなった。1633年（寛永10年）、隆庸は近江国浅井郡に4000石を加増され、約1万8000石を領する大名となる。隆庸の後は子の皆川成郷が継ぐ。このとき、成郷は弟の皆川秀隆に5000石を分与している。しかし成郷は1645年（正保2年）6月に死去。嗣子が無かったため、皆川氏は断絶し、改易となる。そしてしばらくの間、府中藩は廃藩となった。
1700年（元禄13年）、徳川頼房の五男・松平頼隆（保内藩主）が幕府から新たに常陸・陸奥国内において2万石を加増されたため、府中に陣屋を置いて府中藩を立藩する。この時、保内2万石は水戸藩に返還した。ただし藩の所領の大半は陸奥国のほうにあったため、陸奥長沼にも陣屋を置いていた。しかし所領が分散していたこと、所領の生産力が低かったことから財政難が起こり、藩財政を早くから逼迫した。
1869年（明治2年）の版籍奉還で石岡藩と改称する。1871年（明治4年）の廃藩置県で石岡藩は廃されて、石岡県となった。

## 歴代藩主

### 六郷家
1万石 外様
1. 政乗（まさのり） 従五位下 兵庫頭

### 皆川家
1万石→1万5000石→1万3930石→1万8000石→1万3000石 譜代
1. 広照（ひろてる） 従四位下 山城守
2. 隆庸（たかつね） 従五位下 山城守
3. 成郷（なりさと） 不詳

改易後、幕府領となる。

### 石岡松平家
2万石 親藩 御連枝
1. 頼隆（よりたか） 従四位下 播磨守、侍従
2. 頼如（よりゆき） 従四位下 能登守、侍従
3. 頼明（よりあき） 従四位下 播磨守、侍従
4. 頼永（よりなが） 従四位下 播磨守、侍従
5. 頼幸（よりとみ） 従四位下 播磨守、侍従
6. 頼済（よりずみ） 従四位下 播磨守、侍従
7. 頼前（よりさき） 従四位下 右京大夫
8. 頼説（よりひさ） 従四位下 播磨守 侍従
9. 頼縄（よりつぐ） 正四位 右京大夫
10. 頼策（よりふみ） 従四位下 播磨守

以下は参考として記す。明治期以後、現代までの水戸松平家の直系の子孫。
- 頼孝（よりなり） 最後の藩主頼策の子、子爵
- 頼則（よりつね） 頼孝の子、現代音楽の作曲家、文化功労者
- 頼暁（よりあき） 頼則の子、現代音楽の作曲家、立教大学元教授・現名誉教授

## 幕末の領地
- 常陸国
  - 茨城郡のうち - 3村
  - 行方郡のうち - 9村
  - 新治郡のうち - 6村（うち3村は土浦藩に編入）

明治維新後に茨城郡4村（幕府領2村、旗本領4村）、新治郡1村（幕府領1村、旗本領1村）が加わった。なお相給が存在するため、村数の合計は一致しない。